# Yūko Kawaguchi
Yūko Kawaguchi (jap. 川口悠子 Kawaguchi Yūko); ros. Юко Кавагути (ur. 20 listopada 1981 w Funabashi) – japońska łyżwiarka figurowa reprezentująca Rosję, startująca w parach sportowych z Aleksandrem Smirnowem. Uczestniczka igrzysk olimpijskich (2010), dwukrotna brązowa medalistka mistrzostw świata (2009, 2010), dwukrotna mistrzyni (2010, 2015) i dwukrotna wicemistrzyni Europy (2009, 2011), dwukrtona brązowa medalistka finału Grand Prix (2011, 2015), wicemistrzyni świata juniorów (2001), srebrna medalistka finału Junior Grand Prix (2000), trzykrotna mistrzyni Japonii (2002, 2003, 2005) oraz trzykrotna mistrzyni Rosji (2008–2010). Zakończyła karierę amatorską 22 września 2017 r.

## Osiągnięcia

### Pary sportowe

#### Z Aleksandrem Smirnowem (Rosja)

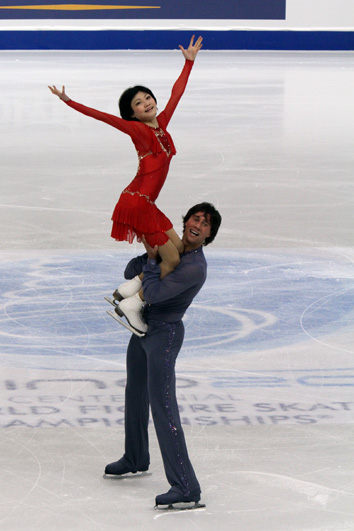
Mistrzostwa świata 2010

| Zawody                        | 06–07          | 07–08          | 08–09          | 09–10          | 10–11          | 11–12          | 12–13          | 13–14          | 14–15          | 15–16          | 16–17          |                |                |                |                |                |                |
| Międzynarodowe                | Międzynarodowe | Międzynarodowe | Międzynarodowe | Międzynarodowe | Międzynarodowe | Międzynarodowe | Międzynarodowe | Międzynarodowe | Międzynarodowe | Międzynarodowe | Międzynarodowe | Międzynarodowe | Międzynarodowe | Międzynarodowe | Międzynarodowe | Międzynarodowe | Międzynarodowe |
| ----------------------------- | -------------- | -------------- | -------------- | -------------- | -------------- | -------------- | -------------- | -------------- | -------------- | -------------- | -------------- | -------------- | -------------- | -------------- | -------------- | -------------- | -------------- |
| Igrzyska olimpijskie          |                |                |                | 4              |                |                |                |                |                |                |                |                |                |                |                |                |                |
| Mistrzostwa świata            | 6              | 4              | 3              | 3              | 4              | 7              | 6              |                | 5              |                |                |                |                |                |                |                |                |
| Mistrzostwa Europy            |                | 3              | 2              | 1              | 2              | WD             | 5              |                | 1              | WD             |                |                |                |                |                |                |                |
| GP Finał Grand Prix           |                | 5              | 5              | 5              |                | 3              | 6              |                | 6              | 3              |                |                |                |                |                |                |                |
| GP Cup of China               |                |                |                |                |                | 1              | 2              |                |                | 1              | 6              |                |                |                |                |                |                |
| GP NHK Trophy                 |                |                |                | 2              |                | 1              |                | WD             | 2              |                |                |                |                |                |                |                |                |
| GP Rostelecom Cup             | 3              | 3              | 2              | 2              | 1              | 2              |                |                |                | 2              |                |                |                |                |                |                |                |
| GP Skate America              |                |                |                |                |                |                |                |                | 1              |                |                |                |                |                |                |                |                |
| GP Skate Canada International |                | 3              | 1              |                | WD             |                |                | WD             |                |                | 5              |                |                |                |                |                |                |
| GP Trophée Eric Bompard       |                |                |                |                |                |                | 1              |                |                |                |                |                |                |                |                |                |                |
| CS Memoriał Ondreja Nepeli    |                |                |                |                |                |                |                |                |                |                | 2              |                |                |                |                |                |                |
| CS Mordovian Ornament         |                |                |                |                |                |                |                |                |                | 1              |                |                |                |                |                |                |                |
| CS Nebelhorn Trophy           |                |                |                |                |                |                |                |                | 1              |                |                |                |                |                |                |                |                |
| International Cup of Nice     | 1              | 1              | 1              |                |                |                |                |                |                |                |                |                |                |                |                |                |                |
| Krajowe                       |                |                |                |                |                |                |                |                |                |                |                |                |                |                |                |                |                |
| Mistrzostwa Rosji             | WD             | 1              | 1              | 1              | 2              | WD             | 2              |                | 3              | 2              | 5              |                |                |                |                |                |                |
| Zawody drużynowe              |                |                |                |                |                |                |                |                |                |                |                |                |                |                |                |                |                |
| World Team Trophy             |                |                | 5 T 2 P        |                |                |                |                |                | 2 T 3 P        |                |                |                |                |                |                |                |                |

#### Z Devinem Patrickiem (Japonia, Stany Zjednoczone)
|                                  | Japonia | Stany Zjednoczone |
| Zawody                           | 04–05   | 05–06             |
| Krajowe                          |         |                   |
| Mistrzostwa Stanów Zjednoczonych |         | 15                |
| Mistrzostwa Japonii              | 1       |                   |
| Midwestern Sectionals            |         | 2                 |

#### Z Aleksandrem Markuncowem (Japonia)
| Zawody                                | 00–01          | 01–02          | 02–03          |                |                |                |                |                |                |                |                |                |                |                |                |                |                |
| Międzynarodowe                        | Międzynarodowe | Międzynarodowe | Międzynarodowe | Międzynarodowe | Międzynarodowe | Międzynarodowe | Międzynarodowe | Międzynarodowe | Międzynarodowe | Międzynarodowe | Międzynarodowe | Międzynarodowe | Międzynarodowe | Międzynarodowe | Międzynarodowe | Międzynarodowe | Międzynarodowe |
| ------------------------------------- | -------------- | -------------- | -------------- | -------------- | -------------- | -------------- | -------------- | -------------- | -------------- | -------------- | -------------- | -------------- | -------------- | -------------- | -------------- | -------------- | -------------- |
| Mistrzostwa świata                    | 15             | 13             | 14             |                |                |                |                |                |                |                |                |                |                |                |                |                |                |
| Mistrzostwa czterech kontynentów      | 8              | 9              | 7              |                |                |                |                |                |                |                |                |                |                |                |                |                |                |
| GP Trophée Lalique                    |                | 6              |                |                |                |                |                |                |                |                |                |                |                |                |                |                |                |
| GP NHK Trophy                         |                | WD             | 5              |                |                |                |                |                |                |                |                |                |                |                |                |                |                |
| GP Skate America                      |                | 6              | 5              |                |                |                |                |                |                |                |                |                |                |                |                |                |                |
| Międzynarodowe: Kategorie młodzieżowe |                |                |                |                |                |                |                |                |                |                |                |                |                |                |                |                |                |
| Mistrzostwa świata juniorów           | 2              |                |                |                |                |                |                |                |                |                |                |                |                |                |                |                |                |
| JGP Finał                             | 3              |                |                |                |                |                |                |                |                |                |                |                |                |                |                |                |                |
| JGP w Chinach                         | 3              |                |                |                |                |                |                |                |                |                |                |                |                |                |                |                |                |
| JGP w Meksyku                         | 1              |                |                |                |                |                |                |                |                |                |                |                |                |                |                |                |                |
| Krajowe                               |                |                |                |                |                |                |                |                |                |                |                |                |                |                |                |                |                |
| Mistrzostwa Japonii                   |                | 1              | 1              |                |                |                |                |                |                |                |                |                |                |                |                |                |                |
| Mistrzostwa Japonii juniorów          | 1              |                |                |                |                |                |                |                |                |                |                |                |                |                |                |                |                |

### Solistki
| Zawody                                | 97–98                                 | 98–99                                 |                                       |                                       |                                       |                                       |                                       |                                       |                                       |                                       |                                       |                                       |                                       |                                       |                                       |                                       |                                       |                                       |
| Międzynarodowe: Kategorie młodzieżowe | Międzynarodowe: Kategorie młodzieżowe | Międzynarodowe: Kategorie młodzieżowe | Międzynarodowe: Kategorie młodzieżowe | Międzynarodowe: Kategorie młodzieżowe | Międzynarodowe: Kategorie młodzieżowe | Międzynarodowe: Kategorie młodzieżowe | Międzynarodowe: Kategorie młodzieżowe | Międzynarodowe: Kategorie młodzieżowe | Międzynarodowe: Kategorie młodzieżowe | Międzynarodowe: Kategorie młodzieżowe | Międzynarodowe: Kategorie młodzieżowe | Międzynarodowe: Kategorie młodzieżowe | Międzynarodowe: Kategorie młodzieżowe | Międzynarodowe: Kategorie młodzieżowe | Międzynarodowe: Kategorie młodzieżowe | Międzynarodowe: Kategorie młodzieżowe | Międzynarodowe: Kategorie młodzieżowe | Międzynarodowe: Kategorie młodzieżowe |
| ------------------------------------- | ------------------------------------- | ------------------------------------- | ------------------------------------- | ------------------------------------- | ------------------------------------- | ------------------------------------- | ------------------------------------- | ------------------------------------- | ------------------------------------- | ------------------------------------- | ------------------------------------- | ------------------------------------- | ------------------------------------- | ------------------------------------- | ------------------------------------- | ------------------------------------- | ------------------------------------- | ------------------------------------- |
| JGP w Meksyku                         |                                       | 8                                     |                                       |                                       |                                       |                                       |                                       |                                       |                                       |                                       |                                       |                                       |                                       |                                       |                                       |                                       |                                       |                                       |
| JGP na Węgrzech                       |                                       | 1                                     |                                       |                                       |                                       |                                       |                                       |                                       |                                       |                                       |                                       |                                       |                                       |                                       |                                       |                                       |                                       |                                       |
| Krajowe                               |                                       |                                       |                                       |                                       |                                       |                                       |                                       |                                       |                                       |                                       |                                       |                                       |                                       |                                       |                                       |                                       |                                       |                                       |
| Mistrzostwa Japonii juniorów          | 3                                     |                                       |                                       |                                       |                                       |                                       |                                       |                                       |                                       |                                       |                                       |                                       |                                       |                                       |                                       |                                       |                                       |                                       |